# Matthias Rossi (Eishockeyspieler)
Matthias Rossi (* 9. Januar 1991 in Menziken) ist ein Schweizer Eishockeyspieler, der seit Januar 2023 bei den SCL Tigers aus der Schweizer National League unter Vertrag steht und seit September 2024 auf Leihbasis für den EHC Basel in der Swiss League auf der Position des rechten Flügelstürmers spielt. Zuvor war Rossi bereits für den EV Zug, die Rapperswil-Jona Lakers, EHC Biel und  Fribourg-Gottéron in der NLA aktiv.

## Karriere
Rossi erlernte das Eishockeyspielen bei den Junioren des SC Reinach, bevor er zum Nachwuchs des EV Zug wechselte. Für die Zentralschweizer gab der rechte Flügelstürmer in der Saison 2010/11 sein Debüt in der höchsten Spielklasse der Schweiz, der National League A (NLA). Bei den Zugern konnte er sich aber in der Folge nie richtig durchsetzen, so dass er mehrere Male in die National League B (NLB) zum HC Thurgau ausgeliehen wurde.
Zur Saison 2013/14 wechselte Rossi zu den EHC Basel Sharks fest in die NLB. Nach dem Konkurs des Klubs im Sommer 2014 schloss sich Rossi dem EHC Biel an, wo er sich auf Anhieb einen Stammplatz erkämpfte. Noch in derselben Saison debütierte Rossi für die Schweizer Nationalmannschaft. Zur Spielzeit 2017/18 wechselte der Stürmer zu Fribourg-Gottéron. Er unterzeichnete bei den Saanestädtern einen Dreijahresvertrag. Im Januar 2023 wechselte er per sofort innerhalb der National League zu den SCL Tigers. Für die Saison 2024/25 liehen die Tigers Rossi kurz nach dem Saisonstart an den EHC Basel in die Swiss League aus.

## Erfolge und Auszeichnungen
- 2010 Bronzemedaille bei der World Junior A Challenge

## Karrierestatistik
Stand: Ende der Saison 2024/25

### International
Vertrat die Schweiz bei:
- U18-Junioren-Weltmeisterschaft 2009
- World Junior A Challenge 2010

(Legende zur Spielerstatistik: Sp oder GP = absolvierte Spiele; T oder G = erzielte Tore; V oder A = erzielte Assists; Pkt oder Pts = erzielte Scorerpunkte; SM oder PIM = erhaltene Strafminuten; +/− = Plus/Minus-Bilanz; PP = erzielte Überzahltore; SH = erzielte Unterzahltore; GW = erzielte Siegtore; 1 Play-downs/Relegation; Kursiv: Statistik nicht vollständig)